# ロワシー＝アン＝ブリー
ロワシー＝アン＝ブリー （Roissy-en-Brie）は、フランス、イル＝ド＝フランス地域圏、セーヌ＝エ＝マルヌ県のコミューン。

## 交通
- 道路 - 国道104号線、A4
- 鉄道 - RER E線ロワシー＝アン＝ブリ駅

## 歴史
19世紀には、既に壊れていたパリの修道院がロワシーにあった。この時代には石膏が採掘され、農機具が製造されていた。

## 人口統計
| 1962年 | 1968年 | 1975年 | 1982年 | 1990年 | 1999年 | 2006年 |
| ------ | ------ | ------ | ------ | ------ | ------ | ------ |
| 1 900  | 2 561  | 10 811 | 15 274 | 18 688 | 19 693 | 21 230 |

Sources : Cassini, INSEE

## 姉妹都市
- バルムシュテット、ドイツ
- コルウィン・ベイ、ウェールズ

## ゆかりの人物
- フロランタン・ポグバ - サッカー選手
- マティアス・ポグバ - サッカー選手